# قانون هلین
قانون هلین (انگلیسی: Hellin's law) قاعده‌ای است که بر اساس پیش‌بینی آن، ۱ مورد از ۸۹ بارداری طبیعی منجر به دوقلو‌زایی خواهد شد. این احتمال برای سه‌قلوزایی ۱ مورد از هر ۸۹۲ بارداری و برای چهارقلوزایی ۱ مورد از هر ۸۹۳ بارداری است.